# Monika Absolonová
Monika Absolonová es una cantante y actriz checa. En 2002, ella realizó el papel principal en el famoso musical checa, Kleopatra, en Praga el Teatro Broadway. Absolonová realizó su primer concierto en solitario en Praga Teatro de Broadway en 2010. Participó en la versión checa de Bailando con las estrellas en 2010. También prestó su voz para la versión checa en la canción «Let it go» en la película de Frozen.

## Álbumes de estudio
- 1993: Monika
- 1999: První Den
- 2001: Jsem Nevěrná
- 2004: Zůstávám Dál
- 2010: Muzikálové Album
- 2016: Až do nebes